# Buchi Emecheta
Florence Onyebuchi Emecheta, coneguda pel seu nom de ploma Buchi Emecheta, (Lagos, 21 de juliol de 1944 - Londres, 25 de gener de 2017) fou una escriptora nigeriana resident al Regne Unit, novel·lista consagrada a narrar les desigualtats en les dones immigrants i l'opressió dins les societats africanes.

## Biografia
Va néixer en una família Igbo originaria de l'estat de Delta que s'havia instal·lat a Lagos, capital de Nigèria a l'época. Estudià a una escola de missioners per a nenes fins al deu anys, i en una Escola Metodista de secundària per a noies fins al 1960 quan, als setze anys, es va casar amb Sylvester Onwordi, i amb qui va emigrar a Anglaterra el 1962 per buscar feina. Víctima de violència domèstica, com relata en la seva novel·la autobiogràfica Second-Class Citizen, per mantenir el seny va començar a escriure. El seu marit, recelós dels seus escrits, va cremat el seu primer manuscrit The Bride Price (publicat el 1976 després de ser reescrit sencer). Emecheta el va abandonar el 1966, i va començar a treballar, mentre criava els seus cinc fills, i a estudiar sociologia a la Universitat de Londres; va llicenciar-se el 1972, i doctorar-se el 1991.
Va treballar com a bibliotecària al Museu Britànic de 1965 fins al 1969, i després com a treballadora social i sociòloga per la Inner London Education Authority els anys 1970. Des de finals dels anys 1960, també escrivia una columna al New Statesman, on relatava les seves experiències personals com a emigrant, dona negre africana, al Regne Unit. Sota el títol In the Ditch fora publicat un recull d'aquest escrits el 1972. Dos anys més tard, el 1974, va publicar l'obra sobre l'opressió de les dones, Second-Class Citizen, tot seguit de The Bride Price (1976); The Slave Girl (1977) o The Joys of Motherhood (1979) tractant també l'efecte envers les dones que havia suposat el colonialisme i els seus caps militars, a l'Àfrica, com a la utòpica Destination Biafra (1983), entre d'altres. Emecheta va descriure les seves històries en forma de novel·la com «històries del món ... [on] ... les dones s'enfronten als problemes universals de la pobresa i l'opressió i, com més temps es queden, no importa el seu origen, més s'assemblen els seus problemes». Tanmateix va escriure relats per infants i joves, Titch the Cat (1979); Nowhere to Play (1980) i The Wrestling Match (1981), i la seva autobiografia, Head Above Water (1984). Els seus assajos sobre l'esclavitud, la maternitat, la llibertat i la independència de les dones a través de l'educació van obtenir el reconeixement dels crítics i, el 2005 fou condecorada amb l'Orde de l'Imperi Britànic pels seus serveis a la literatura.
Ja reconeguda com a autora, els anys 1970 i 1980, va ser sol·licitada per a donar classes en moltes universitats als Estats Units, Nigèria i el Regne Unit, com la Universitat de Califòrnia a Los Ángeles, la Universitat Yale, la Universitat de Calabar o la Universitat de Londres, entre d'altres. A més de la seva feina com a escriptora i docent, Emecheta va participar amb moltes organitzacions culturals i literàries, com el Centre d'Àfrica de Londres, com a membre del consell assessor del Premi Caine per a l'escriptura africana i com a membre del Consell Consultiu sobre la Raça de la Secretària de la Casa Britànica.